# Frederic Eugene Ives

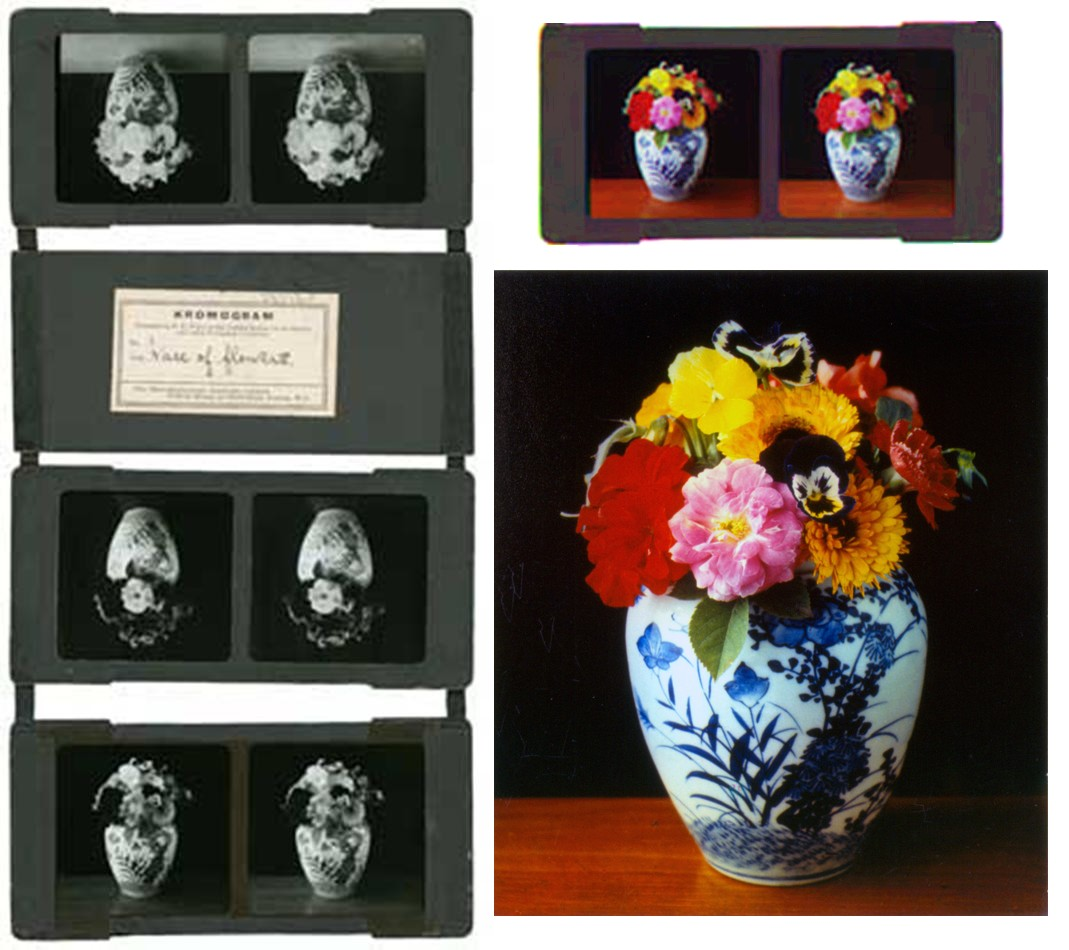
Ivesův Kromogram, asi 1897

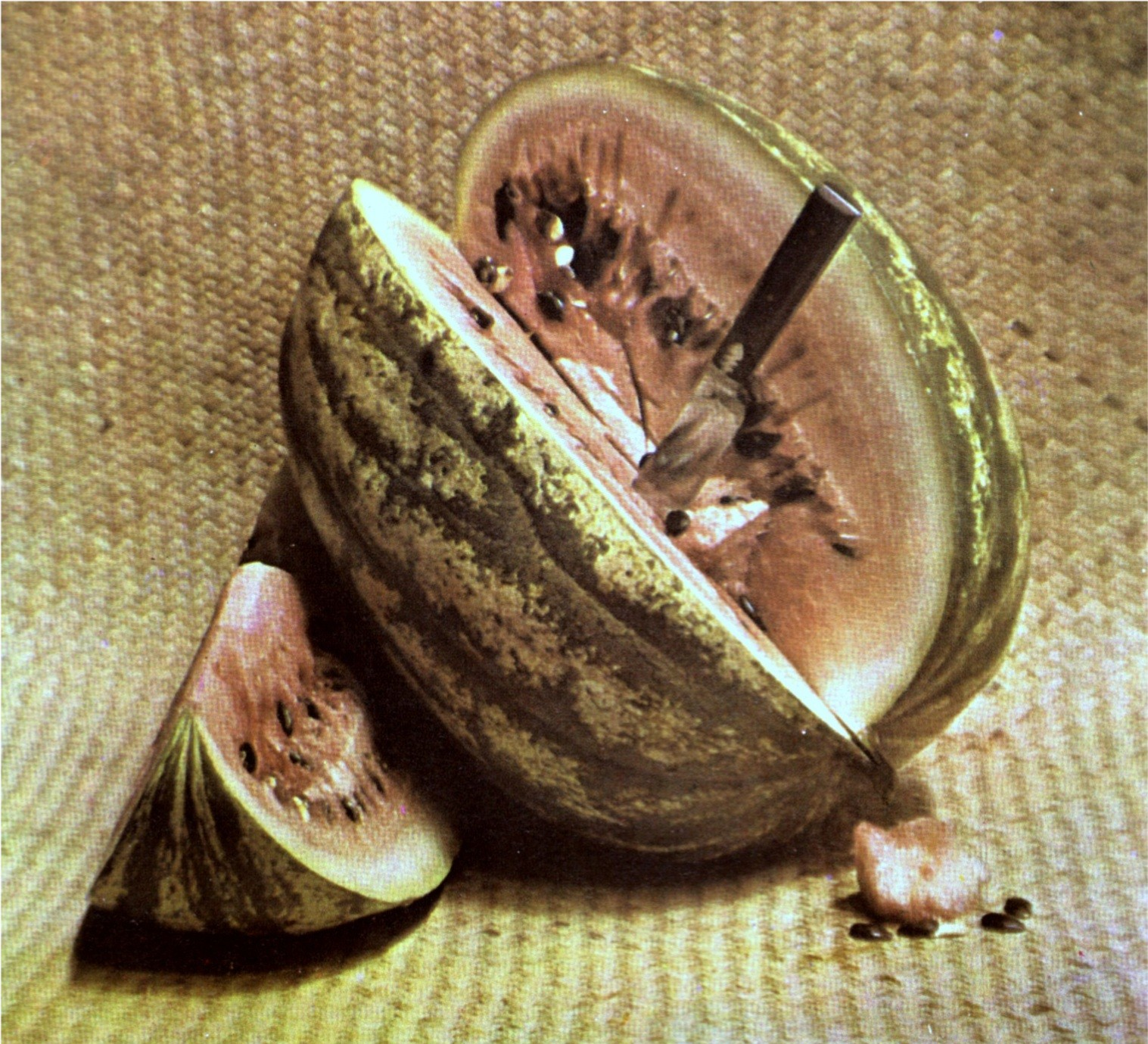
Frederic Eugene Ives: Meloun s nožem, barevná fotografie, 1892

Frederic Eugene Ives (17. února 1856 Litchfield, Connecticut – 27. května 1937 Filadelfie) byl americký vynálezce a průkopník barevné fotografie. V letech 1874–78 měl na starost fotografickou laboratoř na Cornellově univerzitě. Později odešel do Filadelfie v Pensylvánii, kde v roce 1885 byl jedním ze zakládajících členů fotografické společnosti Photographic Society of Philadelphia. Roku 1888 vyvolal tříbarevnou fotografii, kterou pak Němec Adolf Miethe od roku 1903 používal v praxi. Je autorem více než 70 patentů. Ivesův syn Herbert E. byl průkopníkem televize, telefotografie, včetně barevného faxu.

## Barevná fotografie
Ives byl pionýrem na poli barevné fotografie. Poprvé předvedl systém přirozených barev ve fotografii na výstavě Novelties Exposition Franklin Institute ve Filadelfii v roce 1885. Svůj dokončený Kromskop systém barevné fotografie byl pro komerční využití dostupný v Anglii na konci roku 1897 a v USA asi o rok později.
Tři samostatné černobílé fotografie objektu byly pořízeny přes pečlivě připravený červený, zelený a modrý filtr, tedy fotografickou metodou barevného záznamu, kterou poprvé navrhl James Clerk Maxwell v roce 1855 a nedokonale prokázal v roce 1861, ale následně byla zapomenuta a nezávisle znovuobjevena ostatními.
Transparentní pozitivy tří snímků se prohlížely pomocí Ivesova Kromskopu (všeobecně známý jako chromoskop nebo fotochromoskop), který používal červený, zelený a modrý filtr a transparentní reflektor pro vizualizaci kombinace všech tří do jednoho plněbarevného obrazu. Na prohlížení snímků se vyráběl jak monokulárový, tak i stereoskopický Kromskop. Připravené série snímků zvaných Kromogramy, které se v tomto zařízení prohlížely, se prodávaly v celé sadě. Jako alternativa mohl být použit takzvaný projektor Kromskop "triple lantern", který mohl být použit pro iluminaci každého snímku světlem správné barvy a přesně jej promítnout na projekční ploše.
Prodávaly se speciální kamery s příslušenstvím, s jejichž pomocí "Kromskopisté" vytvářeli své vlastní Kromogramy. Kvalita barev byla odborníky velmi chválena, ale systém neměl příliš velký obchodní úspěch. Ten byl přerušen krátce po roce 1907, kdy byl zaveden autochromový proces, který byl jednoduchý a nepotřeboval žádné speciální vybavení.
V roce 2009 bylo během katalogizace a vytváření sbírky Kromogramů na National Museum of American History nalezeno několik Ivesových Kromogramů San Franciska zhotovených půl roku po zemětřesení a požáru roku 1906. Je pravděpodobné, že se jedná o jediné existující fotografie ukazující dopady této přírodní katastrofy v přirozených barvách, a pravděpodobně se jedná o vůbec první barevné fotografie San Franciska.
Ivesův proces používala ke své tvorbě Angličanka Sarah Angelina Acland, která s barevnou fotografií začala experimentovat v roce 1899.

## Stereoskopická fotografie
V roce 1903 Ives patentoval parallax stereogram, první autostereoskopickou 3-D zobrazovací technologii beze skla.

## Ceny a ocenění
V roce 1893 byl oceněn medailí Elliott Cresson Medal, kterou mu udělil institut The Franklin Institute, v roce 1903 dostal medaili Edward Longstreth Medal a medaili John Scott Medal získal v letech 1887, 1890, 1904 a 1906.